# Championnat de Finlande de football 1976
Navigation
Saison précédente Saison suivante
La saison 1976 du Championnat de Finlande de football était la 47e édition de la première division finlandaise à poule unique, la Mestaruussarja. Les douze meilleurs clubs du pays jouent les uns contre les autres à deux reprises durant la saison, à domicile et à l'extérieur. À la fin de la compétition, les 2 derniers du classement sont relégués et remplacés par les 2 meilleurs clubs d'Ykkonen, la deuxième division finlandaise.
C'est le KuPS Kuopio qui devient champion de Finlande de football cette saison en terminant en tête du classement final, avec 2 points d'avance sur le Haka Valkeakoski et 3 sur le HJK Helsinki. C'est le 5e titre de champion de l'histoire du club. À noter en Coupe de Finlande la 5e victoire consécutive du Reipas Lahti. Le tenant du titre, le TPS Turku, rate complètement sa saison : il finit à la 12e, premier non-relégable, en perdant les deux-tiers de ses matchs.

## Les 12 clubs participants
| - KPT Kuopio - VPS Vaasa - KPV Kokkola - MP Mikkeli - Haka Valkeakoski - OPS Oulu - Promu de Ykkonen | - HJK Helsinki - MiPK Mikkeli - GBK Kokkola - Promu de Ykkonen - TPS Turku - KuPS Kuopio - Reipas Lahti |

## Compétition

### Classement
Le barème de points servant à établir le classement se décompose ainsi :
- Victoire : 2 points
- Match nul : 1 point
- Défaite : 0 point

| Rang | Équipe           | Pts | J  | G  | N | P  | Bp | Bc | Diff |
| ---- | ---------------- | --- | -- | -- | - | -- | -- | -- | ---- |
| 1    | KuPS Kuopio      | 32  | 22 | 13 | 6 | 3  | 40 | 21 | +19  |
| 2    | Haka Valkeakoski | 30  | 22 | 14 | 2 | 6  | 46 | 28 | +18  |
| 3    | HJK Helsinki     | 29  | 22 | 12 | 5 | 5  | 40 | 25 | +15  |
| 4    | Reipas Lahti C   | 25  | 22 | 10 | 5 | 7  | 37 | 24 | +13  |
| 5    | MiPK Mikkeli     | 25  | 22 | 8  | 9 | 5  | 24 | 21 | +3   |
| 6    | MP Mikkeli       | 23  | 22 | 10 | 3 | 9  | 35 | 31 | +4   |
| 7    | VPS Vaasa        | 22  | 22 | 9  | 4 | 9  | 27 | 31 | -4   |
| 8    | KPV Kokkola      | 21  | 22 | 8  | 5 | 9  | 36 | 35 | +1   |
| 9    | OPS Oulu P       | 17  | 22 | 5  | 7 | 10 | 18 | 34 | -16  |
| 10   | TPS Turku T      | 15  | 22 | 7  | 1 | 14 | 30 | 38 | -8   |
| 11   | GBK Kokkola P    | 13  | 22 | 4  | 5 | 13 | 19 | 43 | -24  |
| 12   | KPT Kuopio       | 12  | 22 | 3  | 6 | 13 | 12 | 33 | -21  |

|  | Qualification pour la Coupe d'Europe des clubs champions 1977-1978                      |
|  | Qualification pour la Coupe des Coupes 1977-1978                                        |
|  | Qualification pour la Coupe UEFA 1977-1978                                              |
|  | Relégation en deuxième division                                                         |
|  | T Tenant du titre C Vainqueur de la Coupe de Finlande P Club promu de deuxième division |

## Bilan de la saison
| Championnat de Finlande de football 1976                  |                        |
| Champion                                                  | KuPS Kuopio (5e titre) |
| Coupes et trophées                                        |                        |
| Vainqueur de la Coupe de Finlande 1976                    | Reipas Lahti           |
| Qualifications continentales                              |                        |
| Coupe d'Europe des clubs champions 1977-1978 Premier tour | KuPS Kuopio            |
| Coupe des Coupes 1977-1978 Premier tour                   | Reipas Lahti           |
| Coupe UEFA 1977-1978 Premier tour                         | Haka Valkeakoski       |
| Promotions et relégations                                 |                        |
| Promus en Mestaruussarja                                  | KIF Helsinki           |
| Promus en Mestaruussarja                                  | OTP Oulu               |
| Relégués en Ykkonen                                       | GBK Kokkola            |
| Relégués en Ykkonen                                       | KPT Kuopio             |